# Разширение на Вселената
Разширението на Вселената се счита за емпиричен факт, обясняващ наблюдаемото разбягване на галактиките и редица други астрофизически феномени. То е увеличаване на разстоянието между всеки две различни точки от Вселената с течение на времето. Това не предполага наличието на пространство извън нея, т.е. самото пространство се увеличава. Реално предметите в него не се движат, а само мащабът или „метриката“ се изменя. Колкото е по-голямо разстоянието между две точки толкова повече пространство има между тях, така че далечните предмети видимо се отдалечават по-бързо. Тъй като това не е реално движение, за него не важи граничната скорост задавана от скоростта на светлината. Астрономически най-близките галактики са единствените, които не се разбягват от нашата гледна точка.
Фактите се съгласуват добре с разбирането, че темповете на разширение на Вселената се променят. Предполага се, че в инфлационната епоха, до около 10−32 секунди след Големия взрив, Вселената рязко се разширява, а обемът ѝ нараства поне 1078 пъти; това е еквивалентно на разширяването на обект с дължина 1 нанометър (10−9 m) до приблизително 10,6 светлинни години (около 1017 m). В следващата епоха, траеща около 10 милиарда години, разширяването на пространството бавно продължава, като изглежда, че в последните около 2 – 3 милиарда години темпото му е нараствало, макар и незначително.
Съвременното обяснение за метричното разширение на пространството е предложено от физика Алан Гут през 1979 г., докато изследва защо днес не могат да се наблюдават магнитни монополи. Гут открива, че ако Вселената съдържа поле, имащо фалшив вакуум с положителна енергия, тогава според общата теория на относителността тя би генерирала експоненциално разширяване на пространството. Инфлационната теория прави Вселена като нашата много по-вероятна в контекста на теорията за Големия взрив. Все пак, според Роджър Пенроуз, инфлацията не разрешава главния проблем, който трябва да реши, а именно изключително ниската ентропия на ранната Вселена.
За да изглежда по сегашния начин, Вселената трябва да е започнала от много фино настроени или „специални“ първоначални условия при Големия взрив.
Физиците предполагат съществуването на тъмна енергия, присъстваща като космологична константа в най-простите гравитационни модели, като начин да обяснят ускорението. Според най-простата екстраполация на текущия предпочитан космологичен модел (ламбда-CDM), това ускорение става все по-доминиращо в бъдещето. През юни 2016 г. учени от НАСА и ЕКА докладват, че Вселената се разширява до 5 – 9% по-бързо, отколкото се е предполагало по-рано, основавайки се на данни от телескопа Хъбъл.

## История
През 1912 г. Весто Слайфър открива, че светлината от далечните галактики се отмества към червения край на спектъра, което по-късно бива интерпретирано като отдалечаване на галактиките от Земята. През 1922 г. Александър Фридман решавайки уравненията на Айнщайн за полето, намира теоретично потвърждение, че Вселената може да се разширява. През 1927 г. Жорж Льометър независимо от него достига до подобно заключение и също представя първото видимо доказателство за линейна връзка между разстоянието до галактиките и тяхната скорост на отдалечаване. Едуин Хъбъл потвърждава с наблюдения откритието на Льометър две години по-късно. Развивайки това откритие като космологичен принцип се предполага, че навсякъде всички галактики се отдалечават една от друга.
Математически метричното разширение се моделира с метриката на Фридман-Льометър-Робъртсън-Уокър. Моделът обаче е валиден само в големи мащаби (галактически струпвания и по-големи), тъй като там където гравитационното ускорение свързва материята достатъчно силно, метричното разширение не може да се наблюдава. Следователно, единствените галактики, отдалечаващи се една от друга в резултат на метрично разширение, са тези, разделени от космологични мащаби, по-големи от мащабите, свързвани с границите на гравитационен колапс.
Докато специалната теория на относителността не позволява физическите обекти да се движат по-бързо от светлината по отношение на локална отправна система, при метричното разширение на пространството се наблюдават далечни галактики и квазари, отдалечаващи се с привидна скорост, която неколкократно я надхвърля. Това означава, че след време светлина от тях ще престане да достига до нас и те ще са отвъд астрономическия хоризонт. Такива подробности са чест източник на объркване. Поради неинтуитивното естество на предмета и невнимателния подбор на думи, някои описания на метричното разширение на пространството и погрешните схващания, до които такива описания могат да доведат, са продължаващ предмет на обсъждане в сферата на образованието и в комуникацията на научните среди.